# Aéroport de Stockholm-Bromma
 (mai 2024).
Si vous disposez d'ouvrages ou d'articles de référence ou si vous connaissez des sites web de qualité traitant du thème abordé ici, merci de compléter l'article en donnant les références utiles à sa vérifiabilité et en les liant à la section « Notes et références ».
Pour les autres aéroports desservant la ville de Stockholm, voir l'article « aéroport de Stockholm ».
Pour les articles homonymes, voir BMA.
L’aéroport de Stockholm-Bromma est un aéroport situé à Stockholm en Suède, dans le quartier de Bromma (code IATA : BMA • code OACI : ESSB). Il a ouvert en 1936, et était le premier aéroport en Europe à posséder des pistes revêtues. Son principal avantage sur l'aéroport d'Arlanda est sa grande proximité avec le centre-ville de Stockholm, situé à seulement neuf kilomètres. Il accueille environ 1,3 million de passagers par an.
En 2019, il en accueille 2,4 millions. Troisième aéroport du pays et plutôt destiné aux vols intérieurs, il est décidé en 2021 de le fermer entre 2025 et 2027, sur fond de crise sanitaire et de honte de prendre l'avion, un nouveau quartier résidentiel devant le remplacer. Toutefois le nouveau gouvernement élu en 2022 décide de reporter une telle fermeture au plus tard en 2038. Il pourrait devenir un centre de recherche pour l'aviation électrique.

## Situation

### Carte des aéroports de Suède
| \| 50 km1:2 974 000 \| Montagnes · Sälen Ängelholm–Helsingborg Åre Östersund Arvidsjaur Borlänge Gällivare Göteborg-Landvetter Hagfors Halmstad Hemavan Tärnaby Jönköping Kalmar Karlstad Kiruna Kramfors-Sollefteå Linköping Luleå Lycksele Malmö Mora-Siljan Norrköping Örnsköldsvik Örebro Pajala Ronneby Skellefteå Stockholm-Arlanda Stockholm-Bromma Stockholm-Skavsta Stockholm-Västerås Sundsvall-Timrå Sveg Torsby Trollhättan–Vänersborg Umeå Växjö Vilhelmina Visby |
| 50 km1:2 974 000 |

## Statistiques
Pour des raisons techniques, il est temporairement impossible d'afficher le graphique qui aurait dû être présenté ici.

Voir la requête brute et les sources sur Wikidata.

## Compagnies et destinations
| Compagnies                      | Destinations |
| ------------------------------- | --- |
| BRA Braathens Regional Airlines | - Aarhus, - Ängelholm-Helsingborg, - Göteborg, - Halmstad, - Helsinki-Vantaa, - Kalmar, - Malmö, - Åre Östersund, - Ronneby, - Sälen/Montagnes de Scandinavie, - Skellefteå, - Umeå, - Växjö Småland, - Visby |
|                                 | |
| Nyxair                          | Kristianstad (en), Trollhättan–Vänersborg |

Édité le 16 octobre 2018  Actualisé le 31/10/2023